# فرودگاه بین‌المللی فرنسیسکو سارابیا
فرودگاه بین‌المللی فرنسیسکو سارابیا (به انگلیسی: Francisco Sarabia International Airport) یک فرودگاه نظامی و همگانی مسافربری با کد یاتا TRC است که یک باند فرود آسفالت دارد و طول باند آن ۲۵۰۵ متر است. این فرودگاه در شهر تورئون، کواویلا کشور مکزیک قرار دارد و در ارتفاع ۱۱۲۴ متری از سطح دریا واقع شده است.